# Rafael Lapesa Melgar
Rafael Lapesa Melgar (València, 8 de febrer 1908 - Madrid, 1 de febrer de 2001) fou un filòleg valencià.

## Biografia
Nascut el 8 de febrer de 1908 a la ciutat de València, el 1916 va traslladar-se a Madrid, on va estudiar batxillerat i posteriorment la carrera de Filosofia i Lletres a la Universitat de Madrid.
El seu primer treball fou al Centre d'Estudis Històrics, on s'inicià com a becari entre 1927 i 1928, i posteriorment com a col·laborador, entre 1929 i 1939, sota l'atenta mirada de Ramón Menéndez Pidal. El 1930 va esdevenir catedràtic de Llengua Espanyola i Literatura, i va exercir en Instituts de Secundària i a les Universitats de Madrid, Oviedo i Salamanca.
El 1947 s'instal·là definitivament a Madrid, on va obtenir la càtedra de Gramàtica Històrica de la Llengua Espanyola, càrrec que va desenvolupar fins al 1978, en què es jubilà. Aquell mateix any de 1947 entrà a treballar al Seminari de Lexicografia de la Reial Acadèmia Espanyola de la Llengua (creat per elaborar el Diccionario Histórico de la Lengua Española), del qual més tard en seria sotsdirector (1950-1968) i director (1969-1981). El 1954 ingressà a la Reial Acadèmia Espanyola de la Llengua; en va esdevenir secretari entre 1964 i 1971, i n'exercí la presidència interna el 1987, després de la renúncia de Pedro Laín Entralgo.
Durant anys va ser professor convidat a diverses universitats nord-americanes, com Princeton, Harvard, Yale, Berkeley, Pennsylvania i Wisconsin, així com a les de Puerto Rico, Buenos Aires i Mèxic. Alhora ha pronunciat nombroses conferències arreu del món, difonent la llengua castellana.
El 1986 li fou concedit, juntament amb Mario Vargas Llosa, el Premi Príncep d'Astúries de les Lletres per la seva rigorosa, constant i profunda tasca en l'esclariment de la història de la llengua espanyola, així com el seu fecund magisteri a Espanya i a Amèrica.
Lapesa, mestre indiscutible de diverses generacions de filòlegs espanyols i americans que han continuat la seva obra, va publicar més de tres-cents articles en els camps de la lingüística, la història de la literatura i la crítica literària.
Va morir a Madrid l'1 de febrer de 2001, a punt de complir els 93 anys.

## Obres seleccionades
- Historia de la lengua española, Madrid, Escelicer, 1942. 9ª edición refundida y aumentada, Madrid, Gredos, 1984.
- Introducción a los estudios literarios, Barcelona, Rauter, 1947. 18ª edición, corregida y aumentada, Madrid, Anaya, 1992.
- La trayectoria poética de Garcilaso, Madrid, Revista de Occidente, 1948. Última edición revisada, Madrid, Alianza, 1985.
- Los decires narrativos del Marqués de Santillana. Discurso de ingreso en la Real Academia Española, Madrid, 1954.
- La obra literaria del Marqués de Santillana, Madrid, Ínsula, 1957.
- De la Edad Media a nuestros días, Madrid, Gredos, 1967.
- Poetas y prosistas de ayer y de hoy. Veinte estudios de historia y crítica literarias, Madrid, Gredos, 1977.
- Estudios de historia lingüística española, Madrid, Paraninfo, 1985.
- Garcilaso: estudios completos, Madrid, Istmo, 1985.
- De Ayala a Ayala. Estudios literarios y estilísticos, Madrid, Istmo, 1988.
- Léxico e historia, Madrid, Istmo, 1992.
- El español moderno y contemporáneo: estudios lingüísticos, Barcelona, Grijalbo-Mondadori, 1996.
- De Berceo a Jorge Guillén: estudios literarios, Madrid, Gredos, 1997.
- El dialecto asturiano occidental en la Edad Media, Sevilla, Universidad, 1998.
- Generaciones y semblanzas de claros varones y gentiles damas que ilustraron la filología hispánica de nuestro siglo, Madrid, Real Academia de la Historia, 1998.
- Estudios de morfosintaxis histórica del español, Madrid, Gredos, 2000.